# Aeroporto Internacional Comandante Armando Tola
O Aeroporto Internacional Comandante Armando Tola (IATA: FTE, ICAO: SAWC) serve a cidade de El Calafate, província de Santa Cruz, Argentina. Está localizado 21 km a leste de El Calafate. O aeroporto é administrado pela London Supply S.A e pelo governo local. Atualmente é utilizado apenas pela LADE, Aerolíneas Argentinas e LAN Argentina. 
Foi inaugurado no ano 2000 substituindo o antigo Aeroporto Lago Argentino (ING/SAWL) que estava obsoleto. É a principal porta de entrada do Parque Nacional Los Glaciares. Foi projetado pelo arquiteto uruguaio Carlos Ott responsável também pelo projeto do Aeroporto de Ushuaia e do Aeroporto de Punta Del Este.

## Terminal
| Companhias            | Destinos |
| --------------------- | --- |
| Aerolíneas Argentinas | Buenos Aires, Trelew, Ushuaia |
| LADE                  | Bariloche, Buenos Aires, Comodoro Rivadavia, Gobernador Gregores, Perito Moreno, Puerto Madryn, Rio Gallegos, Rio Grande, Ushuaia |
| LAN Argentina         | Buenos Aires, Ushuaia |